# Vast Phiri
Vast Phiri (* 3. Februar 1996) ist eine sambische Fußballspielerin.

## Karriere

### Verein
Derzeit spielt Phiri für ZESCO United.

### Nationalmannschaft
Mit der sambischen A-Nationalmannschaft nahm Phiri am Afrika-Cup 2018 teil. Beim Olympiaturnier der Spiele 2020 gehörte sie ebenfalls mit zum Kader und kam hier einmal zum Einsatz.
Am 3. Juli 2023 wurde sie in den Kader für die Weltmeisterschaft 2023 nominiert.